# 176ª Legione "Cacciatori Guide di Sardegna"
La 176ª Legione "Cacciatori Guide di Sardegna" è stata un'unità militare della Milizia Volontaria per la Sicurezza Nazionale (MVSN) che, costituita nel 1923, prese parte alla Riconquista della Tripolitania.

## Storia

### Il Sardo-fascismo

Fascisti in via Roma a Cagliari

La 176ª Legione "Cacciatori Guide di Sardegna" trae origine dalle squadre d'azione fasciste isolane.
Il movimento fascista dei primordi non aveva avuto inizialmente molto successo anche per la concorrenza diretta del Partito Sardo d'Azione che portava avanti istanze simili come l'antiparlamentarismo, la difesa dei reduci e l'antioperaismo. I primi Fasci italiani di combattimento fondati già nel 1920 ma solo in pochi centri, nel 1921 si erano già sciolti. Il primo congresso isolano avverrà soltanto nell'ottobre 1922.
Soltanto con l'invio in Sardegna del generale Asclepia Gandolfo come prefetto di Cagliari nel dicembre 1922 si riuscì a traghettare verso il PNF buona parte dei dirigenti del Partito Sardo d'Azione, tra cui Paolo Pili, Vittorio Tredici, Enrico Endrich, e inizialmente lo stesso Emilio Lussu, fusione che diede vita al cosiddetto "Sardo-fascismo".
I sardi puntavano a una sorta di autonomia dell'isola e Gandolfo si era mostrato possibilista anche se poi le richieste inviate a Roma furono bocciate dal capo dello stato ma a cui aveva fatto seguito come compensazione la "Legge del miliardo", ovvero l'invio nell'isola di mille milioni di lire da impiegare in una vasto programma di costruzioni pubbliche ed infrastrutture.

### La riconquista della Libia
Costituita nel 1923 come 176ª Legione "Cacciatori-Guide di Sardegna"' di Cagliari, insieme alla 132ª Legione "Monte Velino" e alla 171ª Legione "Vespri" fu mobilitata per la guerra di riconquista della Libia. Le tre legioni furono poste al comando del generale Vittorio Vernè.

La 176ª Legione "Cacciatori Guide di Sardegna", sfila a Bengasi davanti al generale Luigi Bongiovanni

La 176ª Legione "Cacciatori-Guide di Sardegna", al comando del console Pietro Riccomanni, forte di 51 ufficiali e 1067 camicie nere era composta in gran parte da reduci di grande esperienza della Grande Guerra che avevano combattuto soprattutto nei ranghi della Brigata "Sassari" Tra i reduci vi era la medaglia d'oro Giuseppe Corrias e il pluridecorato seniore Armando Giua.
La 176ª Legione sbarcò a Tripoli e fu posta a protezione della linea ferroviaria che si snodava tra Tripoli, Azizia e Garian. Tra le tre legioni della MVSN, proprio perché composta da ex militari, fu quella che si adattò per prima all'ambiente torrido della Libia e fu per prima impiegata sulla linea del fronte.
La legione fu suddivisa in tre coorti e distribuite lungo il percorso ferroviario, la prima coorte al comando del seniore Giovanni Frau fu destinata a Bu Gheilan e Garian, la seconda coorte al comando del seniore Giacomo Addis ad Azizia e la terza coorte al comando del seniore Armando Giua a Suani Ben Adem, Fonduc e Ben Caschir. Il presidio più importante era quello di Azizia poiché nelle vicinanze si trovava un caravanserraglio e una cava di pietre, pertanto la coorte era affiancata anche da un presidio dell'esercito.

#### La campagna contro gli Orfella

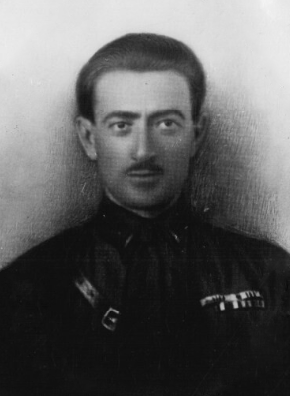
Il milite Guido Collu

Il 22 settembre 1923 un camion partito da Azizia con a bordo alcuni ufficiali lungo il percorso, presso Ras Fuligi, fu attaccato dai guerriglieri libici. Nel corso dello scontro cadde il centurione della MVSN Guido Collu e il tenente di artiglieria Taggi, mentre gli altri membri dell'equipaggio, tra cui il tenente Antonio Taboga, furono presi prigionieri e tradotti alla città di Beni Ulid, sottoposta al controllo del signore degli Orfella Abn en Nebi Belcher.
Pochi giorni dopo, una pattuglia mista di camicie nere e spahis, uscita in perlustrazione, prese prigionieri cinque ribelli arabi che, confessato di aver preso parte all'attacco dopo un processo sommario, furono fucilati ad Azizia.
A Guido Collu fu poi intitolata la 14ª Legione Ferroviaria "Guido Collu" di Cagliari.

#### La battaglia di Beni Ulid
Circa tre mesi dopo il governatore della Tripolitania italiana Giuseppe Volpi diede il via alla campagna militare contro gli Orfella dopo aver preparato circa undicimila soldati divisi in due corpi e ciascuno in sei colonne, da contrapporre ai duemilacinquecento guerriglieri libici. Nella prima armata comandata dal colonnello Ottorino Mezzetti vi era la terza centuria della 171ª Legione "Vespri" al comando del centurione Amerigo Fazio, mentre nella seconda armata a Tarhuna, comandata dal generale Rodolfo Graziani, vi era una coorte della 176 e una centuria della 132 legione al comando del seniore Giovanni Frau e del centurione Giovanni Massenti.
La battaglia finale si svolse il 27 dicembre nei pressi di Beni Ulid quando i guerriglieri di Abd en Nebi Belcher diedero battaglia e riuscendo a fronteggiare per l'intera mattinata il gruppo guidato dal generale Graziani, per poi cedere intorno alle 13.45 davanti all'assalto alla baionetta degli Àscari del II Battaglione eritreo e delle camicie nere. L'assalto decisivo proseguì fin nell'abitato di Beni Ulid che fu conquistato.
Le camicie nere conquistarono il castello di Beni Ulid, dove presso una fossa rinvennero i cadaveri degli ostaggi fucilati dai guerriglieri poco dopo l'inizio della battaglia. Si salvò soltanto il tenente Antonio Taboga, che colpito da quattro proiettili, dopo tredici giorni passati tra la vita e la morte, si ristabilì. Più tardi la sua testimonianza permise di individuare i quattro autori della strage che furono condannati a morte. Taboga fu decorato con la croce di guerra al valor militare.
Con la conquista di Beni Ulid passò sotto il controllo italiano tutta la regione a nord della Ghibla fino alla Sirtide.

### La riconquista della Cirenaica
Mentre ancora duravano le operazioni contro gli Orfella la situazione divenne critica in Cirenaica dove molte tribù avevano aderito alla chiamata in guerra della Senussia. L'intera 176ª Legione "Cacciatori Guide di Sardegna", ad eccezione della centuria rimasta di presidio a Beni Ulid fu trasferita a Bengasi e distribuita presso i vari presidi a Agedabia e Zueitina ma dopo un'incursione avvenuta tra El Regima e El Abiar, la II coorte del seniore Giacomo Addis fu ricollocata nelle due località.
Il 27 dicembre, nei pressi di El-Regima si avvistarono dei guerriglieri arabi, così il seniore Addis costituì in fretta una colonna con 70 camicie nere e 30 cacciatori d'Africa e si pose all'inseguimento scoprendo e distruggendone l'accampamento.
Il 26 marzo una pattuglia di 14 camicie nere, guidate dal Capomanipolo Virgilio Giusti, furono sorprese di notte e rimanendo intrappolate in posizione difensiva. I rumori della battaglia scatenatasi misero in allerta il vicino presidio e il seniore Addis predispose una spedizione di soccorso con 200 camicie nere che, messi in fuga gli assalitori, si tramutò presto in una controffensiva.
Nel frattempo, conclusa la spedizione contro gli Orfella anche la I centuria della 176ª Legione si era ricongiunta con il grosso della legione che aveva raggiunto in Cirenaica e posta a presidio di Apollonia.
Nel maggio del 1924, scaduta la ferma che era di otto mesi, la 132ª Legione "Monte Velino" e la 171ª Legione "Vespri" furono concentrate nel porto di Tripoli, Homs e Misurata e rimpatriate, mentre a causa della criticità della situazione in Cirenaica fu deciso di prolungare la ferma della 176ª Legione di due mesi al fine di fronteggiare la rivolta della Senussia. La 176ª Legione fu infine rimpatriata il 20 luglio e passata in rivista il 27 luglio dal generale Emilio De Bono e infine smobilitata a Cagliari.

### La guerra di Spagna

12 giugno 1935. La 176ª Legione sfila in via Roma.

Molti volontari della 176ª Legione presero parte anche alla guerra civile spagnola schierandosi con il generale Francisco Franco, il totale dei volontari di tutta la Sardegna caduti assommerà a 219, di cui 149 dell'esercito e 70 della MVSN, complessivamente l'8,3% dei caduti dell'intero Corpo Truppe Volontarie e il 4% dell'intera Milizia Volontaria per la Sicurezza Nazionale impiegata in Spagna, segnando in percentuale il più alto contributo di sangue in rapporto alle altre regioni italiane.

### Seconda guerra mondiale
Il 176º battaglione (Cagliari) al comando del seniore Angelo Piga e il 175º battaglione (Iglesias) al comando del seniore Adolfo Serra costituirono la 176ª Legione d'Assalto "San Efisio" posta al comando del console Augusto Maran.
Inquadrata nella 30ª Divisione fanteria "Sabauda" di stanza in Sardegna fu destinata alla difesa dell'isola rimanendovi fino all'armistizio dell'8 settembre 1943.
In seguito la 176ª Legione CC.NN. fu ridenominata 345º reggimento Fanteria.